# NUT Motorcycles
La NUT Motorcycles è stata una casa produttrice di motociclette britannica fondata a Newcastle upon Tyne nel 1912 da Hugh Mason e Jock Hall, che, fin dal 1906, avevano costruito motociclette, prima con un marchio basato sulle iniziali di Mason HM e in seguito con il marchio Jesmond and Bercley.
Il marchio NUT era l'acronimo di Newcastle Upon Tyne ma in lingua inglese la parola "nut" significa anche "nocciola" e per questo motivo le moto NUT furono sempre prodotte di color nocciola.
A partire dal 1913 le moto NUT corsero con successo alla famosa gara motociclistica dell'isola di Man, il Tourist Trophy, dove un esemplare dotato di motore JAP vinse la categoria Junior nel 1913.
Equipaggiate in origine con motori JAP e Villiers, la NUT cominciò a costruire i propri motori a V.
A seguito di ulteriori successi nelle competizioni sportive Mason e Hall vollero estendere la produzione ma l'azienda non sopravvisse alla prima guerra mondiale e dichiarò bancarotta.
La ditta fu rilevata da Robert Ellis che riprese la produzione tra il 1921 e il 1922 come Hugh Mason and Company.
Tra il 1923 e il 1933 Mason e Hall ripresero la produzione con il marchio NUT ma nel 1933 l'azienda chiuse per sempre.

## Modelli
| Modello              | Anno | Note                        |
| -------------------- | ---- | --------------------------- |
| NUT 1000cc           | 1914 | due cilindri a V            |
| NUT 500cc            | 1914 | Motore JAP due cilindri a V |
| NUT 998cc            | 1922 | due cilindri a V            |
| NUT 700cc            | 1923 | due cilindri a V            |
| NUT 700cc            | 1925 | due cilindri a V            |
| 172cc monocilindrico |      | Villiers a due tempi        |
| NUT 750cc            |      | due cilindri a V            |
| 350cc Blackburne     |      |                             |
| NUT 698cc            | 1929 | motore JAP-0                |